# Међународни фестивал „Прва хармоника - Сокобања”
Међународни фестивал „Прва хармоника - Сокобања” је културно-забавна манифестација, такмичарског карактера, која се одржава од 1962. године у Сокобањи. Фестивал се одржавао под називом „Прва хармоника Југославије”, док се од 2003. године одржава под називом Међународни фестивал „Прва хармоника – Сокобања“.
За више од пола века постојања сокобањски фестивал хармонике дао је велики допринос развоју каријера музичких талената и професионалаца. Велики број познатих хармоникаша, композитора, кантаутора, шефова ансамбала, музичких уредника, професора хармонике започело је своје музичке каријере добрим пласманом на сокобањском Фестивалу. Неки од њих су Бранимир Ђокић, Миша Мијатовић, Кемиш, Влада Пановић, Новица Неговановић, Жељко Јоксимовић и други. У забавном делу програма увек су учествовале највеће естрадне звезде на овим просторима као што су Ђорђе Марјановић, Тереза Кесовија, Лола Новаковић, Габи Новак, Милка Стојановић, Мирослав Илић као и познати глумци, Миодраг Петровић Чкаља, Љубомир Дидић, Љуба Мољац, Јова Радовановић и други.

## Фестивал данас
Данас Фестивал ужива велики углед међу музичким стручњацима, извођачима и љубитељима хармонике. У последње три године Организација за туризам и културу Сокобања као главни организатор Фестивала уводи одређене промене у смислу измене пропозиција, дужине трајања фестивала и побољшања квалитета забавног дела програма, како би се повећао број учесника и посетилаца ове манифестације.
Хармоникаши се такмиче почев од аудиције, преко четвртфинала, полуфинала, до финала (који се одржава у августу месецу). Такмичење jе у шест категорија: пионири, млађи jуниори, jуниори, дуети, сениори и награда за најбољег извођача из дијаспоре. Жири оцењује свирање задатих тема, музичких тема по избору такмичара, технику свирања, интерпретацију, сценски наступ. Интересовање хармоникаша за учешће на фестивалу је значајно повећано у односу на претходне године, а разлог је свакако професионалан рад жирија и измене Пропозиција манифестације. Главне промене су укидање котизације за учешће, финале које траје три дана и наравно веома вредна главна награда за свеукупног победника – хармоника реномираног произвођача.